# Hrabstwo Miller (Arkansas)

Piramida wieku hrabstwa

Hrabstwo Miller – hrabstwo w USA, w stanie Arkansas. Według danych z 2000 roku, hrabstwo zamieszkiwało 40 443 osoby.

## Miejscowości
- Garland
- Fouke
- Texarkana